# Stig Wennerström
Stig Henrik Wennerström (Gotemburgo, 31 de março de 1943) é um velejador sueco, medalhista olímpico. Ele competiu nos Jogos Olímpicos de Verão de 1972 na classe Soling e conquistou a medalha de prata, ao lado de Stefan Krook, Lennart Roslund e Bo Knape.
Wennerström já havia se tornado campeão mundial em Soling com Krook em Poole em 1970 e garantido a medalha de bronze com ele em Quiberon em 1973. Ele também ficou em terceiro lugar no Starboat em 1970. Em 1975, Wennerström também se tornou campeão europeu em Soling, antes de outra medalha de bronze no Campeonato Mundial em Soling em 1979. Ele ganhou o título do campeonato europeu no Starboot em 1967 e 1970.